# Commission nationale de la certification environnementale
En France, la Commission nationale de la certification environnementale concerne les exploitations agricoles et la démarche de Haute Valeur Environnementale (HVE).
En 2012, elle est présidée par Marie-Laurence Madignier.